# Prix de la Fédération des Bretons de Paris
Le prix de la Fédération des Bretons de Paris est un prix littéraire décerné par la Fédération des Bretons de Paris.
Créé en 1981, il est attribué chaque année pour récompenser un écrivain d’origine bretonne ou une œuvre ayant un rapport avec les Bretons de Paris. Le prix de la Fédération est décerné en décembre par l'Association Ar Pilhaouer à Paris. 

## Liste des lauréats
- 2009 : Marie-Josée Christien : Les extraits de temps, Éditions Sauvages
- 2008 : Eve Lerner : Journal de Bretagne - ceci n'est pas un poème, Éditions Autre Rive
- 2007 : Luc Corlouër : La Tourmente - Kenavo, Éditions Le Cormoran
- 2006 : Ollivier Le Vasseur : L'Histoire de l'Huître, Éditions Skoll Vreiz
- 2005 : André Le Ruye : Itinéraire de Paris à Kernascleden, Éditions Manuscrits Ouverts
- 2004 : Hervé Mesdon : Paroles d’éleveur de songes, Éditions La Boîte à Or Dur et Voleurs de Feu
- 2003 : Léo Tanguy : Brest, l'ancre noire, Éditions Autrement
- 2002 : Anne-Marie Kervern-Queffeleant : Le Monde des Bretons, Éditions Le Télégramme
- 2001 : James Évaillard et Ronan Dantec, Les Bretons dans la presse populaire illustrée, Éditions Ouest-France
- 2000 : Gilbert Joncour : Tan, Éditions Les Voleurs de Feu
- 1999 : Robert Le Tanou : Poésie
- 1998 : Alain Le Beuze pour l’ensemble de son œuvre poétique.
- 1997 : Gérard Caramaro : Les Noces secrètes, Éditions du Non Verbal.
- 1996 : Erwann Picard : Salves
- 1995 : Marcelle Picard : L'Amour des dieux
- 1994 : Jérôme Lucas : Derrière l’enclos, Éditions Danclau.
- 1993 : Jean Albert Guenegan : Visage d’un jour
- 1992 : Christine Guenanten : Au clair obscur de l’aube
- 1991 : Gisèle Le Rouzic : Les mains de Jeanne Marie
- 1990 : Guy Castel : Marc’Harit Fulup, Éditions cahiers de l’Iroise.
- 1989 : Marie Brunet : L'Amour adopté
- 1988 : Louis Priser et Patrick Jeffroy : Plaisirs du bord de mer
- 1987 : Hervé Jaouen : L’Adieu aux Iles
- 1986 : Marion Rome-Abgrall : La Braconnière
- 1985 : Marie-Françoise Le Drian : Keraliguen
- 1984 : Yves Rome : Le Martyre de Riton Carlo, coureur breton
- 1983 : Jean François Dubpois : La Haie, Éditions L'Arbre
- 1982 : Tad Médard : An Tri Aotrou
- 1981 : René Pichavant : Les pierres de la liberté, Éditions Morganne